# 小行星1898
小行星1898（1898 Cowell）是一颗绕太阳运转的小行星，为主小行星带小行星。该小行星于1971年10月26日发现。
該小行星以英國天文學家菲力普·赫爾伯特·高維爾命名。

## 轨道参数
小行星1898的轨道半长轴为3.1174568 UA，离心率为0.169。